# Exocentrus vittulatus
Exocentrus vittulatus är en skalbaggsart som beskrevs av Aurivillius 1927. Exocentrus vittulatus ingår i släktet Exocentrus och familjen långhorningar.
Artens utbredningsområde är Gabon. Inga underarter finns listade i Catalogue of Life.